# Milje, Šenčur
Milje so naselje v Občini Šenčur.